# Chocques
Chocques település Franciaországban, Pas-de-Calais megyében. Lakosainak száma 2808 fő (2022. január 1.). Chocques Gonnehem, Lapugnoy, Labeuvrière, Oblinghem, Vendin-lès-Béthune, Allouagne és Annezin községekkel határos.

## Népesség
A település népességének változása:
| Lakosok száma | 2961 | 2974 | 2947 | 2881 | 2841 | 2831 | 2821 | 2824 | 2808 |
|               | 2013 | 2015 | 2016 | 2017 | 2018 | 2019 | 2020 | 2021 | 2022 |